# 黄新彦
黄新彦（1893年—1985年3月31日），男，广东台山人，中国化学家、社会活动家，曾任中国化学会理事，香港华人革新协会创会主席，第二、三、四、五届全国政协委员。